# Елбасы
Елбасы́ (с каз. — «лидер нации», «глава государства») — официальный титул, который носил первый президент Республики Казахстан Нурсултан Назарбаев с 14 июня 2010 по 15 февраля 2023 года. 
Титул являлся одним из важных элементов культа личности Назарбаева.

## История
12 мая 2010 года депутаты Мажилиса — нижней палаты парламента Казахстана единогласно приняли поправки в пакет законопроектов, наделяющих президента Назарбаева статусом лидера нации. 13 мая 2010 года Сенат Казахстана (верхняя палата) парламента утвердил поправки в законодательство, которые придают президенту Нурсултану Назарбаеву статус «лидера нации». 3 июня того же года Назарбаев отказался подписывать проект, но, тем не менее, не наложил на него вето. В соответствии с лазейками в казахстанском законодательстве закон, не подписанный, но и не возвращённый президентом в парламент, начинает действовать спустя 30 дней после поступления на подпись президенту. Таким образом, титул «Елбасы» Назарбаев официально получил в июне 2010 года.
29 апреля 2022 года президент Казахстана Касым-Жомарт Токаев анонсировал референдум по правкам в конституцию, одной из правок являлось полное исключение упоминаний Нурсултана Назарбаева из конституции, в том числе и титула Елбасы. По результатам референдума большая часть населения страны проголосовала за поправки, тем самым лишив Назарбаева этого статуса. 10 января 2023 года Конституционный суд Казахстана выпустил постановление об утрате силы действия закона о первом президенте РК. Постановление в свою очередь вступило в силу со дня его принятия.